# Franz Teyber
Franz Teyber (né le 25 août 1758 à Vienne; † 21 octobre 1810 à Vienne) est un compositeur, organiste et Kapellmeister autrichien.

## Biographie
Franz Teyber, frère d'Anton Teyber, a reçu son éducation initiale de son père Matthäus Teyber (1711-1785), qui était violoniste à la Hofkapelle à Vienne, puis a été étudié avec Georg Christoph Wagenseil.
De 1786 à 1788, il a été le chef d'orchestre de la société théâtrale itinérante de Schikaneder. En 1788-89 il était à Karlsruhe au service du Margrave de Baden, 1791/93 en Rhénanie (Cologne), 1794/95 à Ratisbonne et Augsbourg. En 1796-1798, Franz Teyber était premier violon à Berne. À la fin de 1798, il revient à Vienne, compose avec son frère Anton des Redouten-Tänze et rejoint à nouveau la troupe de Schikaneder. À partir de 1801, il a été directeur musical du Theater an der Wien, ouvert le 13 juin de la même année avec l'opéra Alexander (musique: Franz Teyber, livret: Emanuel Schikaneder). À partir de 1807, Teyber était au Théâtre de Leopoldstadt. Teyber, qui a été comparé à Johann Georg Albrechtsberger en tant qu'organiste, est devenu l'organiste de la cathédrale Saint-Étienne à Vienne et le 13 août 1810, également organiste de la cour.
Franz Teyber était le frère de Anton Teyber (1756-1822) et l'oncle d'Elena Asachi.
En 1894, la Teybergasse à Vienne (14e arrondissement) a été baptisée du nom de la famille des musiciens Teyber.

## Liste (partielle) des œuvres
- Kyrie en ré majeur (17 août 1776)
- Missa de Sanctissima Trinitate, en mi bémol mineur, pour grand orchestre, violon ou violoncelle-Solo (1806)
- Preludi per l'Organo nel Tempo della santa Messa, en fa majeur (1809)
- Tre Preludi per la santissima Messa, en ré majeur (1810)
- 6 quatuors à cordes
- 12 Deutsche Tänze (25 novembre 1798, Vienne, Kleiner Redouten-Saal)

### Œuvres pour la scène
- Laura Rosetti, opéra en 3 actes (août 1785 Preßburg)
- Die Dorfdeputirten, opéra comique en 3 actes (18 décembre 1785 Vienne, Kärntnertor- Theater)
- Adelheid v. Veltheim (G. F. W. Grossmann), Singspiel 3 actes (1788 Karlsruhe)
- Fernando u. Jariko, oder die Indianer (K.v. Eckartshausen), Singspiel 3 actes (5 septembre 1789 Vienne-Wieden, Freihaustheater)
- Die Entführung, oder Ritter Karl v. Eichenhorst (G.A. Bürger), Schauspiel m. Gsg. 4 actes (1793 Cologne)
- Alexander (E. Schikaneder), grand opéra héroïque en 2 actes
- Der Schlaftrunk (Ch. F. Bretzner), komisches  Singspiel 2 actes (12 novembre 1801)
- Der Telegraph, oder der Neuigkeitskrämer (F.K. Gewey)
- Pfändung u. Personalarrest (E. Schikaneder), opérette (7 décembre 1803)
- Scheredin u. Almanzor, oder die Unsterblichkeit auf der Probe (I.F. Castelli; d'après la pièce française ), Singspiel 4 actes (9 août 1804)
- Der Zerstreute (Franz Xaver Huber), opéra comique, 3 actes (29 janvier 1805)
- Andraßek u. Juraßek (F. Kees), komische Pantomime 2 actes (20 février 1807)
- Der Schiffmeister v. Straubing (C. Schikaneder), bürgerliches Lustspiel mit Gesang, 3 actes (23 mai 1807)
- Aragis v. Benevent (J. A. Gleich), Orig.-Schauspiel mit Gesang, 3 actes (24 octobre 1807)
- Lohn der Nachwelt (ders.), Singspiel 4 actes (23 novembre 1807)
- Die Vermählungsfeier Alberts v. Oesterreich, Orig.-Schauspiel mit Gesang, 4 actes (9 janvier 1808)
- Die beyden Marillo, Schauspiel mit Gesang, 3 actes (8 juillet 1808)
- Ruthards Abentheuer, oder die beyden Sänger, romant.-kom. opéra en 3 actes (26 juillet 1808)
- Pumphia u. Kulikan (J. Perinet; d'après Bemardon Kurtz), Karikatur-Oper 2 actes (8 octobre 1808)
- Eppo v. Gailingen (J. A. Gleich), Gemählde der Vorwelt mit Gesang 3 actes (27 janvier 1809)
- Das Strafgericht (J. St. v. Menner), romant. Dichtung mit Gesang 4 actes (22 février 1809)
- Der bezauberte Blumenstrauß (J. Worelly), kom. Pantomime 2 actes (29 août 1809)
- Der lebendige Postillonstiefel, oder die Luftreise des Arlequin u. der Columbina (F. Kees), Zauberpantomime 2 actes (7 juillet 1810)
- Das Spinnerkreutz am Wienerberge, Singspiel, 3 actes (24 août 1811)